# یویی فوکوتا
یویی فوکوتا (انگلیسی: Yui Fukuta؛ زادهٔ ۲۰ مهٔ ۱۹۹۸) بازیکن فوتبال اهل ژاپن است.
از باشگاه‌هایی که در آن بازی کرده‌است می‌توان به باشگاه فوتبال آی ان ای سی کوبه لئونسا اشاره کرد.